# Charles Algernon Parsons
Sir Charles Algernon Parsons, OM, angleški inženir, * 13. junij 1854, London, Anglija, † 11. februar 1931, na krovu linijske ladje Duchess of Richmond, Kingston, Jamajka.
Parsons je najbolj znan po svojem izumu parne turbine. Deloval je kot inženir na dinamu in turbinski zasnovi pod velikim vplivom pomorskih in električnih inženirskih področij. Prav tako je razvil svetlobno opremo za žaromete in daljnoglede.

## Življenje in delo
Rodil se je v Londonu, v okrožju Hyde Park, na ulici Connaught Place 13. Bil je najmlajši sin znanega irskega astronoma lorda Rosseja in pionirke na fotografskem področju Mary Fields Rosse. Šolo je obiskoval v Dublinu (Trinity College) in Cambridgu (St. John's College). Ko je dokončal fakulteto, se je pridružil inženiringu W.G. Armstrong iz Newcastla. V podjetju je delal kot vajenec, nato se je pridružil podjetju Kitson and Company v angleški grofiji Yorkshire, kjer je razvijal raketno podprta torpeda. 
Leta 1889 je ustanovil svoje lastno podjetje v Newcastlu. V njegovem podjetju so izdelovali parne turbine njegove zasnove. Kasneje je prav tako v Newcastlu ustanovil podjetje Parsons Marine Steam Turbine Company (Podjetje pomorskih parnih turbin Parsons). 
Parsons je postal slaven junija 1897, ko je njegova turbinsko podprta jahta, imenovana Turbinia, demonstrirala svoje sposobnosti ob 75. obletnici vladanja angleške kraljice Viktorije v Portsmouthu. S tem dejanjem je Parsons prikazal veliki potencial sodobne tehnologije. Turbinio danes hranijo v zato grajeni galeriji v Discovery Museumu v Newcastlu. 
Leta 1911 je Parsonsa angleški kralj Jurij V. povišal v viteza, dobil je red za zasluge (Order of Merit) leta 1927. Leta 1902 je Parsons prejel Rumfordovo medaljo Kraljeve družbe iz Londona, leta 1928 pa njeno Copleyjevo medaljo.
Njegovo prvo podjetje (C.A. Parsons) je preživelo vse do današnjih dni na področju Heaton v Newcastlu. C.A. Parsons je zdaj del nemškega giganta Siemens.